# Sylvia Egli von Matt
Sylvia Egli von Matt (* 4. September 1952) ist eine Schweizer Journalistin und Medienfachfrau.

## Leben
Egli von Matt liess sich zwischen 1967 und 1972 zur Primarlehrerin ausbilden. 1972 wurde sie Stewardess bei Swissair. 1975 bis 1982 studierte sie an der Universität Zürich Pädagogik, Psychologie und Politische Wissenschaften (lic. phil. I). Von 1982 bis 1986 sammelte Egli von Matt Erfahrungen als freie Journalistin bei verschiedenen Schweizer Zeitungen und Zeitschriften sowie dem damaligen Radio DRS. Von 1988 bis 1996 arbeitete Egli von Matt als Inlandredaktorin beim Tages-Anzeiger, wo sie Korrespondentin für die Zentralschweiz mit Schwerpunkt Politik war.
Bis zu ihrem Rücktritt im März 2014 war Egli von Matt Direktorin des MAZ – Die Schweizer Journalistenschule (heute: MAZ – Institut für Journalismus und Kommunikation). Sie war 2010 Gründungspräsidentin des Vereins «Qualität im Journalismus» und amtete 2006 bis 2010 als Vizepräsidentin der European Journalism Training Association (EJTA). Vor ihrem Antritt als MAZ-Direktorin war Egli von Matt am MAZ als Studienleiterin für den Diplomstudiengang zuständig und baute unter anderem den inzwischen eingestellten «Nachdiplomstudiengang Journalismus» auf.
Sie ist Vizepräsidentin der Eidgenössischen Medienkommission (EMEK), Vizepräsidentin des Fachhochschulrates Luzern, Mitglied der Schweizerischen UNESCO-Kommission, Ombudsfrau von SWI swissinfo.ch, Mitherausgeberin der Fachzeitschrift Schweizer Journalist:in, Vorstandsmitglied beim Strassenmagazin Surprise und Stiftungsrätin bei verschiedenen Non Profit Organisationen.
Egli von Matt ist verheiratet und hat einen Sohn und eine Tochter.